# Pendrine
La pendrine est une protéine transmembranaire échangeuse d'anions chlorure Cl− contre des anions iodure I−, formate HCOO− ou bicarbonate HCO3−. On la trouve dans de nombreux types de cellules, par exemple dans le tube collecteur du rein. Chez l'Homme, elle est codée par le gène SLC26A4, dont des mutations sont associées au syndrome de Pendred.  Son gène est le SLC26A4 situé sur le chromosome 7 humain.
La pendrine intervient également dans les cellules de la thyroïde, où elle est présente au pôle apical en contact avec le follicule thyroïdien, qui contient la colloïde. Sa fonction est de permettre aux ions iodure I− de franchir la membrane apicale des cellules folliculaire en direction de la colloïde, où ils sont oxydés en diiode I2 par la thyroperoxydase : cette fonction est indispensable à la biosynthèse des hormones thyroïdiennes.